# ОШ Стојан Љубић Косанчић
ОШ „Стојан Љубић” у Косанчићу, једна је од установа основног образовања на територији општине Бојник.
Школа носи име по Стојану Љубићу, учеснику Народноослободилачке борбе и народном хероју Југославије.
Основна школа у Косанчићу основана је 1892. године као друга школа у Пусторечком крају (прва је основана у Бојнику 1890. године), а основали су је Војвођани који су се у Косанчић доселили око 1882. године. Први учитељ  Давидовић радио је до 1894. године, када га замењује учитељ Петар Ђаковић.
Школа је са радом почела у просторијама данашње Месне заједнице. Први ученици су у школу доносили и троношце. Деца из околних села нису долазила у школу јер је у густим  шумама било вукова и дивљих свиња. За време Топличког устанка 1917. године била је спаљена да би после Првог светског рата почела са радом у новој школској згради која је саграђена на месту на коме се и данас налази школа. Са капитулацијом Југославије 1941. године школа престаје са радом, али су њени учитељи и даље активни све до 17. фебруара 1942. када су је са целокупном архивом спалили Бугари. Настава се потом изводи по приватним кућама, а пред крај рата у Стубли јер тамошња школа није била штећена.
Захваљујући иницијативи учитеља и добровољности мештана школске 1949/1950. израђена је нова школска зграда. Исте године Народни срез лесковачки доноси решење о оснивању осмогодишње школе у Косанчићу.
Од оснивања школе па све до 4. септембра 1959. године школа је радила под називом Основна школа у Косанчићу, а од тад данашњи назив.
У састав основне школе ушла су истурен одељења у Стубли, Кацабаћу, Горњем Бријању, Ћуковцу и Граници. Школске 1991/92. припаја јој се и осмогодишња школа у Горњем Брестовцу са истуреним одељењима у Славнику и Магашу.
Оно чиме се ова школа посебно поноси је податак да је школске 1984/85. године проглашена најуређенијом школом у Србији.